# Cistični higrom
Cistični higrom ili cistični limfangiom je dobroćudni (benigni), multilokularni, cistični rak poreklom iz limfnih sudova. Ova limfatička malformacija sastoji se od multilokularnih i multilobularnih cista, koje su mnogobrojne sa dijametrom od 1 do 5 cm. Oba pola su podjednako zahvaćena. Embriološki cistični higrom nastaje sekvestracijom primitivnih limfnih kesa. Ovih kesa ima ukupno pet. Najčešće se cistični higrom javlja na vratu, gde nastaje separacijom od jugularne limfatične kese, koja se formira prva i najveća je od svih pet.

## Terminologija
Dok su ove lezije obično poznate kao cistični higromi ili cistični limfangiom, najsavremenija terminologija iz ISSVA ih naziva makrocistična limfna malformacija.

## Epidemiologija
Na globalnom nivou cistični higrom se javlja kod 1 od 6.000 živorođene dece. Može biti lokalizovan:
- u oko 75% slučajeva u predelu vrata,
- u oko 20% slučajeva u predelu pazuha,
- u ostalih 5% slučajeva može se naći u sredogruđu (medijastinumu) ili nekom drugom delu tela.[1]

Oba pola su podjednako zahvaćena cističnim promenama. 

## Etiopatogeneza
Embriološki gledano cistični higrom nastaje sekvestracijom (nizom rascepa u mezenhimalnom tkivu embriona u toku 6. nedelje gestacije), primitivnih limfnih kesa. Od ovih kesa kojih ima ukupno pet, nastaju manja cistična proširenja, koja se izdužuju u limfne sudove i spajaju sa venskim sistemom kako se obezbedila drenaža limfe. Najčešće se cistični higrom javlja na vratu, gde nastaje separacijom od jugularne limfatične kese, koja se formira kao prva i najveća je od svih pet.
Ukoliko izostane napred navedeni proces, zaostaju dezorganizovani, cistično izmenjeni, limfni sudovi koji se, u izraženoj i ekstremnoj formi, ispoljavaju kao cistični higrom, ili cistični limfangiom.

## Patologija
Smatra se da cistični higrom nastaju zbog odloženog razvoja/nepravilnog razvoja/neuspeha limfnog sistema da komunicira sa venskim sistemom vrata. Kao i drugi limfangiomi, oni su endotelno obloženi kavernozni limfni prostori.
Mikroskopski, sastoje se od endotelijumom obloženog cističnog prostora sa oskudnom stromom. Mogu se značajno razlikovati po veličini. Limfne vaskularne malformacije mogu se mešati sa drugim oblicima vaskularnih malformacija, uključujući kapilarne ili venske.

## Klinička slika
Cistični higrom se klinički najčešće manifestuje kao mekotkivna, tumorska masa, nejasno ograničena od okoline, koja je najvećim delom dostupna palpaciji. 
Ukoliko je promena velikih dimenzija, može pritiskati na traheju i uzrokovati opstrukciju disajnih puteva (sa pratećom dispnejom). Zbog ovoga je veoma važno da se na vreme dijagnostikuje propagacija tumoroznih prtomena prema dnu usne duplje, ždrelu ili medijastinumu.

## Dijagnoza
Dijagnoza cističnog higroma postavlja se:
- fizikalnim pregledom
- radiografijom grudnog koša, kojom se otkriva eventualna ekspanzija tumora u sredogruđu (medijastinumu). Kompjuterizovana tomografija (CT) ili magnetna rezonanca (MR) daju detaljne podatke o ekstenzivnosti tumora i njegovom odnosu prema susednim, neurovaskularnim i drugim strukturama, koje su od vitalne važnosti.[1]
- ultarsonografijom

## Diferencijalna dijagnoza
Diferencijalna dijagnoza zasniva se na isključivanjem vaskularne malformacije, hemangioma i drugih tumora vrata.
Različita diferencijalno dijagnostička razmatranja kod antenatalnog ultrazvuka uključuju:
- cervikalni teratom
- okcipitalna encefalocela
- cervikalna meningokoela

## Terapija
Postoji nekoloko metoda terapije cističnog higroma, među kojima je najzastupljenika hirurška ili sklerozantna.
Hirurško lečenje
Ukoliko je cistični higrom praćen komplikacijama, operacija se preduzima odmah nakon postavljanja dijagnoze. Ako postoji potreba za ekstenzivnom hirurškom intervencijom, kao što je to kod prevremeno rođenih, ili ukoliko su tumorom zahvaćene značajne neurovaskularne strukture, koje su u ranom uzrastu fragilne, operacija se može odložiti do druge godine života. Tada će operacija biti manje opsežna a vitalne strukture lakše uočljive od strane hirurga.
Sklerozantna terapija
Ukoliko se cistični higrom sastoji od velike, unilokularne ciste, može se pokušati lečenje sklerozacijom injekcijom picibanila (ili OK-432), sredstva koje u sebi sadrži penicilin i atenuisane streptokoke. Ovo sredstvo se u novije vreme, pokazalo kao uspešna, terapijska metoda u neoperativnom lečenju cističnog higroma.
Radijaciona terapija
Hemoterapija

## Prognoza
Recidiv cističnog higroma nakon kompletnog uklanjanja iznosi oko 10%, dok je taj procenat veći ukoliko je ostavljeno više rezidualnog tkiva tumora oko značajnih neurovaskularnih elemenata.
Većina fetusa sa cističnim higromom ima lošu prognozu, iako se u malom broju slučajeva može poboljšati in utero. Spontana remisija ne isključuje nužno abnormalni kariotip.

## Komplikacije
Cistični higrom može uzrokovati stvaranje previše ili premalo amnionske tečnosti, što može ugroziti nerođenu bebu uzrokujući pobačaj.
Beba rođena sa cističnim higromom može imati sledeće komplikacije:
- Cistična masa može blokirati dušnik i dovesti do poremećaja disanja.
- Respiratorne opstrukcije zbog edema ždrela.
- Mogu se razviti deformiteti lica.
- Cista može dovesti do infekcije kože (celulitis).
- Nakon operacija uklanjanja ciste može nastati oštećenje živaca i teško krvarenje.
- Cistični higrom može ponovo izrasti.

## Spoljašnje veze
- „Дечја хирургија” (PDF). Архивирано из оригинала (PDF) 09. 05. 2021. г. Приступљено 25. 12. 2017.
- Dr Francis Fortin Cystic hygroma - Radiopaedia.org (језик: енглески)

|  | Molimo Vas, obratite pažnju na važno upozorenje u vezi sa temama iz oblasti medicine (zdravlja). |